# Dogo Argentino
Der Dogo Argentino (deutsch: Argentinische Dogge) ist eine von der FCI anerkannte Hunderasse aus Argentinien (FCI-Gruppe 2, Sektion 2.1, Standard Nr. 292).

## Herkunft und Eigenart
Der Dogo Argentino ist ein Jagdhund, der auch als Sauhund eingesetzt wird. Begründer der Rasse ist Antonio Nores Martinez, der 1928 den ersten Standard entwickelte. Beabsichtigt wurde ein Züchtungserfolg zu einem unerschrockenen Jagdhund und ebenso guten Familienhund, Haushund und Wachhund.
Die ersten drei Hunde dieser Rasse wurden 1968 von dem Kynologen Erich Schneider-Leyer nach Deutschland importiert. Dieser züchtete die Rasse erstmals in Europa auf Schloss Scheer.

### Aussehen
Der Dogo Argentino ist mit einer Schulterhöhe von maximal etwa 69 Zentimetern ein relativ großer Haushund. Er ist reinweiß, kann jedoch auch einen dunklen Fleck im Kopfbereich aufweisen. Eine dunkle, fleckenmäßige Hautpigmentierung (bis ca. 10 % des Kopfes) unter dem Fell, wobei das Fell keine Verfärbung aufweisen darf, wird ebenfalls als charakteristisch angesehen. Die FCI beschreibt ihn folgendermaßen: Er ist ein athletischer Hund, Mesomorph, Normaltyp, mit harmonischen Proportionen.
Mit mächtigen Muskeln, agil, sein Aussehen vermittelt den Eindruck von Kraft, Energie und Stärke im Gegensatz zu seinem Ausdruck von Freundschaft und Sanftmut.

### Verwendung
Der Dogo Argentino wurde und wird in seiner Heimat als Jagdhund für Großwild, insbesondere für die Wildschweinjagd eingesetzt, aber auch für die Jagd auf Raubkatzen. Die weiße Fellfarbe wurde den Hunden angezüchtet, um sie vor einem Fehlschuss des Jägers zu bewahren.
Der Dogo Argentino muss in seiner Heimat in Gruppen jagen, in denen auch mehrere erwachsene gleichgeschlechtliche Hunde zusammenarbeiten. Mit Hunden, die zu übersteigertem Aggressionsverhalten neigen, ist dies nicht möglich. Eine gute Sozialisation ist auch Voraussetzung, um mit anderen Tieren und Menschen friedlich zusammenzuleben.
Mit geduldiger und konsequenter Anleitung eignet sich der Dogo Argentino auch für die Ausbildung zum Fährtenhund oder Schweißhund, sein Geruchssinn ist hervorragend. Auch auf dem Agilityplatz oder im Turnierhundsport kann der Dogo Argentino geführt werden, vorausgesetzt, es wird auf seine physische und psychische Konstitution geachtet.

### Rasseproblematik und Rechtslage
Die Haltungsbestimmungen in Deutschland sind in den einzelnen Ländern unterschiedlich, teils steht die Rasse auf der jeweiligen Rasseliste. Auch wird in manchen Gemeinden eine höhere Hundesteuer für sie gefordert.
In Österreich steht der Dogo Argentino in allen vier listenführenden Bundesländern (Wien, Niederösterreich, Oberösterreich, Vorarlberg) auf der Rasseliste. Je nach Bundesland ist ein „Hundeführerschein“ (Wien), „Sachkundenachweis“ (Niederösterreich), Sachkundenachweis und Alltagstauglichkeitsprüfung (Oberösterreich) oder eine Sondergenehmigung des Bürgermeisters (Vorarlberg) zur Haltung erforderlich.
In der Schweiz führen zehn der dreizehn Kantone mit Rasselisten den Dogo Argentino als Listenhund. Die Haltung ist in acht dieser Kantone bewilligungspflichtig; in den Kantonen Genf und Wallis sind Haltung, Zucht und Einfuhr verboten.
Auch in Dänemark gehört der Dogo Argentino zu den Listenhunden und Haltung, Zucht und Einfuhr sind weitgehend verboten.

### Gesundheit
Auf Erbkrankheiten wie Gehörlosigkeit oder Hüftdysplasie (HD) wird in der Zucht besonders geachtet.